# هیزل هاچکیس وایتمن
 هیزل هاچکیس وایتمن (انگلیسی: Hazel Hotchkiss Wightman؛ زاده ۲۰ دسامبر ۱۸۸۶ درگذشته ۵ دسامبر ۱۹۷۴) یک تنیس‌باز اهل ایالات متحده آمریکا بود.